# Mongolocampe zhaoningi
Mongolocampe zhaoningi är en stekelart som beskrevs av Yang 1990. Mongolocampe zhaoningi ingår i släktet Mongolocampe och familjen raggsteklar. Inga underarter finns listade i Catalogue of Life.